# Route nationale 1a (La Réunion)
Pour les articles homonymes, voir Route 1A et Route nationale 1A.

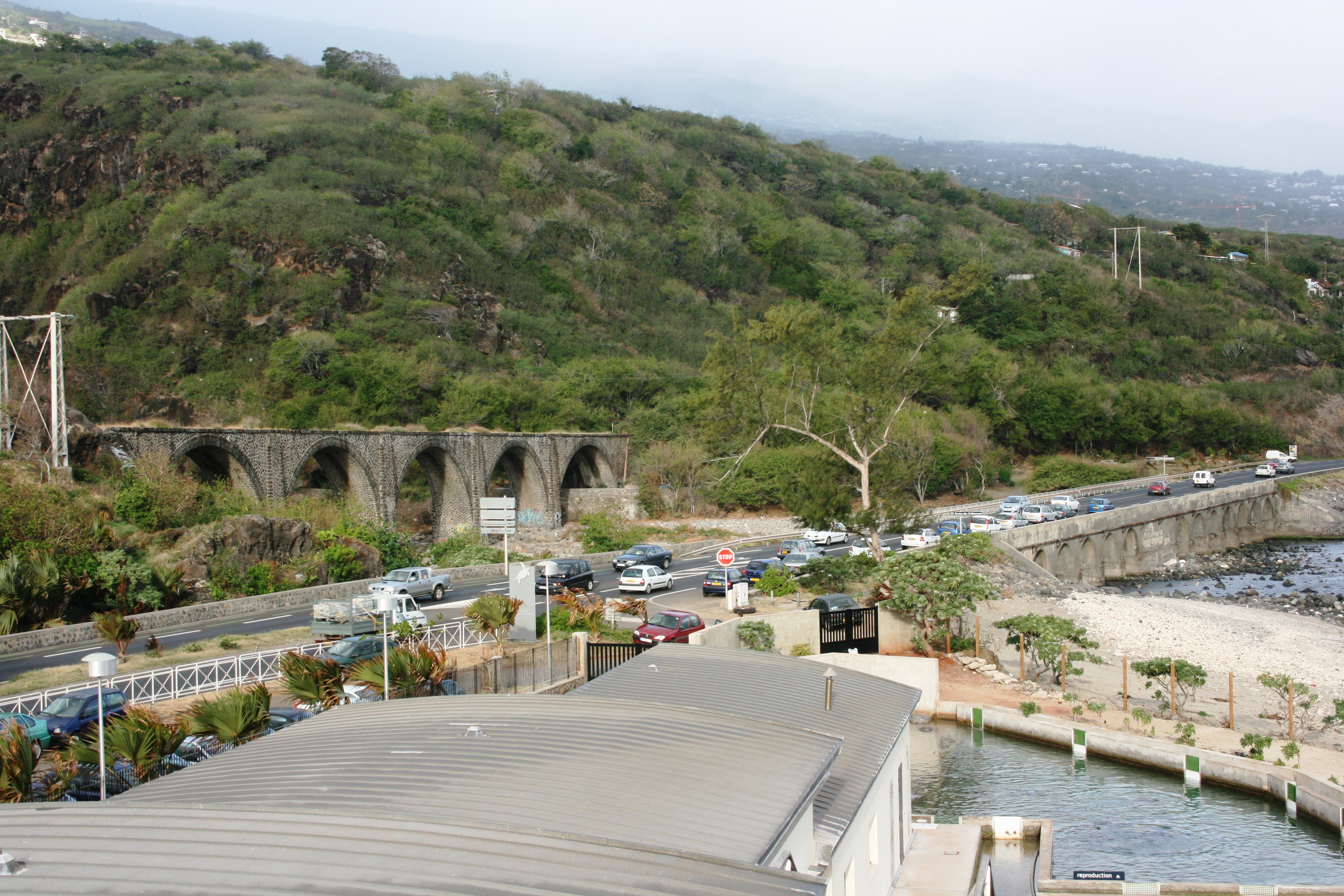
La route nationale 1a depuis un bâtiment de l'aquarium public Kélonia, à Saint-Leu.

La route nationale 1a est un axe routier majeur de l'île de La Réunion, un département d'outre-mer français dans le sud-ouest de l'océan Indien. Elle relie le centre-ville de la commune de Saint-Paul à L'Étang-Salé les Bains en longeant la côte ouest de l'île le long de voies empruntées par la route nationale 1 jusqu'à la mise en service de la route des Tamarins en 2009. La première partie, celle qui longe le centre de Saint-Paul, est appelée chaussée Royale.